# Amlwch
Amlwch – miasto w Wielkiej Brytanii, najbardziej na północ wysunięte miasto Walii. Położone jest na wyspie Anglesey. W mieście nie ma plaży, ale są tu nadmorskie klify. Turystyka jest ważnym elementem lokalnej gospodarki. Swego czasu był to tętniący życiem port, z połączeniami do Wyspy Man oraz Liverpoolu.
Lokalną gazetą jest Yr Arwydd.

## Historia
Według legendy w  średniowieczu miasto rozwijało się jako port, ale nie był on widoczny z morza, co przyczyniło się do zmniejszenia ryzyka ataków wikingów.
Miasto gwałtownie rozwinęło się w XVIII wieku, w pobliżu ówczesnej największej na świecie kopalni miedzi w pobliskim Parys Mountain. Pod koniec XVIII wieku Amlwch liczyło około 10.000 mieszkańców i było największym miastem w Walii po Merthyr Tydfil. Jest to obecnie czwarta co do wielkości miejscowość na wyspie o populacji liczącej 3438 osób.
Kiedy wydobycie miedzi zaczęło spadać w połowie 1850 a przemysł stoczniowy stał się główną gałęzią przemysłu na wyspie, wiele osób zaczęło również wykonywać naprawy statków, a także zajęło się innymi sektorami gospodarki morskiej. Miasto było siedzibą przemysłu piwowarskiego, a także produkowało słynny tytoń Amlwch Shag Tobacco. Nawet po upadku kopalni miedzi pozostała część przemysłu chemicznego i w 1953 roku zaczęto wydobywać brom z morza (do stosowania w silnikach benzynowych), ale w 2004 wydobycie zostało zaprzestane ze względu na negatywny wpływ na środowisko.

## Sport i edukacja
W mieście zlokalizowane są kluby piłkarskie Adelphi Vaults F.C i Amlwch Town F.C.
Istnieje tu szkoła średnia Ysgol Syr Thomas Jones i szkoła podstawowa.

## Osoby związane z Amlwch
- Andy Whitfield (1972–2011), aktor
- Lemmy Kilmister (1945–2015), muzyk